# Bernadette van Hout-Wolters
Bernadette Herma Antoinette Maria van Hout-Wolters is een Nederlandse psycholoog. 
Van Hout-Wolters volgde de opleiding psychologie (functieleer en ontwikkelingspsychologie) aan de Radboud Universiteit Nijmegen waar ze in 1969 cum laude afstudeerde. Ze promoveerde in 1986, eveneens cum laude, op het proefschrift Cueing of key phrases in instructional texts: A process-product approach aan de Universiteit van Tilburg. De wetenschappelijke publicaties van Van Hout-Wolters hebben voornamelijk betrekking op leer- en denkstrategieën van leerlingen/studenten in het reguliere onderwijs en computerondersteunde leeromgevingen.
Van Hout-Wolters werkte als onderwijsontwikkelaar, docent en onderzoeker aan de Universiteit Twente en de Radboud Universiteit. Aan de Universiteit Twente was ze van 1987 tot 1989 lid van het faculteitsbestuur van de faculteit Toegepaste Onderwijskunde. In 1990 werd ze aangesteld als hoogleraar onderwijskunde en wetenschappelijk directeur aan de Universiteit van Amsterdam, waar ze o.a. leiding gaf aan het onderzoeksprogramma Skills related to knowledge acquisition in secondary education. Ze was mede-oprichter en associate editor van het tijdschrift Metacognition and Learning. Ook was ze o.a. lid van de editorial board van de tijdschriften Learning and Individual Differences, Learning and Instruction, The School Field en het Tijdschrift voor Onderwijsresearch. Eind 2011 nam ze afscheid van de Universiteit van Amsterdam met de rede Meer aandacht voor denkvaardigheden van leerlingen. Na haar emeritaat is ze als gasthoogleraar aan deze universiteit verbonden, waar ze met name vertraagde promovendi uit verschillende disciplines begeleidt.
Ze is lid van de Wetenschappelijke Adviesraad van de landelijke onderzoeksschool ICO (Interuniversitair Centrum voor Onderwijswetenschappen). 

## Geselecteerde publicaties
- Pilot, A., Van Hout-Wolters, B., Jongepier, P., Van Ginkel, S.,& Scheijen, W. (2016). Studeer effectief. Groningen: Noordhoff (derde herziene druk).
- Schellings, G.L.M., van Hout-Wolters, B.H.A.M., Veenman, M.V.J., & Meijer, J. (2013). Assessing metacognitive activities: the in-depth comparison of a task-specific questionnaire with think-aloud protocols. European Journal of Psychology of Education.
- Van Hout-Wolters, B.H.A.M. (2009). Leerstrategieën meten: soorten meetmethoden en hun bruikbaarheid in onderwijs en onderzoek. Pedagogische Studiën.
- Broekkamp, H., & Van Hout-Wolters, B. H. A. M. (2007). Students' adaptation of study strategies when preparing for classroom tests. Educational Psychology Review.
- Broekkamp, H., & Van Hout-Wolters, B. H. A. M. (2007).  The gap between educational research and practice: A literature review, symposium, and questionnaire. Educational Research and Evaluation.